# Гіріша
Гіріша (рум. Ghirișa) — село у повіті Сату-Маре в Румунії. Входить до складу комуни Белтіуг.
Село розташоване на відстані 433 км на північний захід від Бухареста, 22 км на південь від Сату-Маре, 109 км на північний захід від Клуж-Напоки.

## Населення
За даними перепису населення 2002 року у селі проживали 726 осіб.
Національний склад населення села:
| Національність | Кількість осіб | Відсоток |
| -------------- | -------------- | -------- |
| угорці         | 558            | 76,9%    |
| цигани         | 141            | 19,4%    |
| румуни         | 27             | 3,7%     |

Рідною мовою назвали:
| Мова      | Кількість осіб | Відсоток |
| --------- | -------------- | -------- |
| угорська  | 693            | 95,5%    |
| румунська | 30             | 4,1%     |